# Arpheuilles (Indre)
Arpheuilles é uma comuna francesa na região administrativa do Centro, no departamento Indre. Estende-se por uma área de 22,75 km². Em 2010 a comuna tinha 231 habitantes (densidade: 10,2 hab./km²).